# Sacra Famiglia con san Giovannino e l'agnellino tra serafini
La Sacra Famiglia con san Giovannino e l'agnellino tra serafini è un dipinto a olio su tavola (il tondo ha diametro di 88 cm) di Domenico Beccafumi, databile al 1521-1522 circa e conservato nella Galleria Palatina di Firenze. È completato da quattro serafini che quadrano la tavola, considerati più tardi e di mano di un artista di ambito senese (forse della fine del XVI secolo).

## Storia
Non è chiaro quando il dipinto entrò nelle collezioni medicee, poiché gli inventari medicei ricordano due tondi di Beccafumi riquadrati da teste d'angelo, il primo nella Tribuna degli Uffizi (ins. 71, c. 30), e il secondo al casino di San Marco (Guardaroba Medicea 136, c. 154v.), dalle dimensioni pressoché uguali. Probabilmente, per la presenza di Giuseppe, è il primo dei due da identificare con l'opera della Palatina.
Baccheschi datò l'opera accostandola alla Natività di San Martino.

## Descrizione e stile
Ispirato alle composizioni di Raffaello, il tondo mostra un aggiornamento nella composizione resa più dinamica da un aggiornamento in chiave manierista. Maria è seduta su un invisibile sedile tra alcuni parapetti in pietra, ed ha accostato il Bambino, che pure sembra non appoggiare su niente. Egli tiene l'agnellino del piccolo san Giovanni, che sta in ginocchio dietro di lui. A destra compare poi, in secondo piano, l'anziano Giuseppe.
I serafini ai cantoni sono stati attribuiti da Judey a un artista correggesco, mentre Sanminiatelli parlò di un generico artista senese influenzato dal Barocci. Dimostrano una certa perizia per lo studio luministico, che li illumina in maniera diversa a seconda della loro posizione.